# Jayavarman IV
Jayavarman IV (nom posthume : Paramasivapada) est un roi qui a régné sur l'Empire khmer de 921 à 941.
Il est l'époux de la princesse Jayadevî, une des sœurs du roi khmer Yasovarman Ier.
Il décide de quitter Yasodharapura (Angkor) pour fixer sa capitale à Chok Gargyar (Koh Ker), à environ 80 kilomètres au nord-est. Les raisons de ce transfert ne sont pas clairement établies, mais il correspond à un véritable abandon de l’ancienne capitale et les chantiers en cours ne seront repris qu’à partir de 944, sous Rajendravarman II, qui revendiquera plutôt une continuité avec les fils de Yasovarman Ier qu’avec Jayavarman IV et retournera à Angkor. Chok Gargyar, quant à elle, se verra dotée d’importantes constructions qui semblent montrer que malgré le changement de capitale, l’empire khmer conserve son éclat.
Il règne de 921/928 jusqu'en 941, tandis que Harshavarman Ier, son neveu, fils de Yasovarman Ier, règne à Angkor (910-925), suivi par son frère Içanavarman II.